# Liste von Söhnen und Töchtern der Stadt Magnitogorsk
Dies ist eine Liste bekannter Persönlichkeiten, die in der russischen Stadt Magnitogorsk geboren wurden. Die Liste erhebt keinen Anspruch auf Vollständigkeit.

## Bis 1980

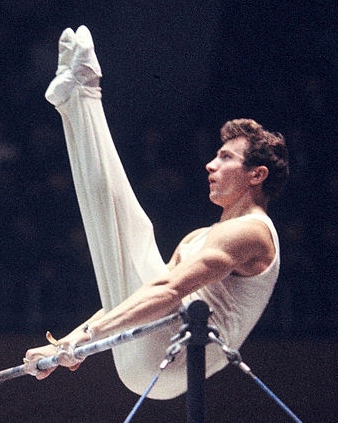
Wiktor Lissizki
(1939–2023)

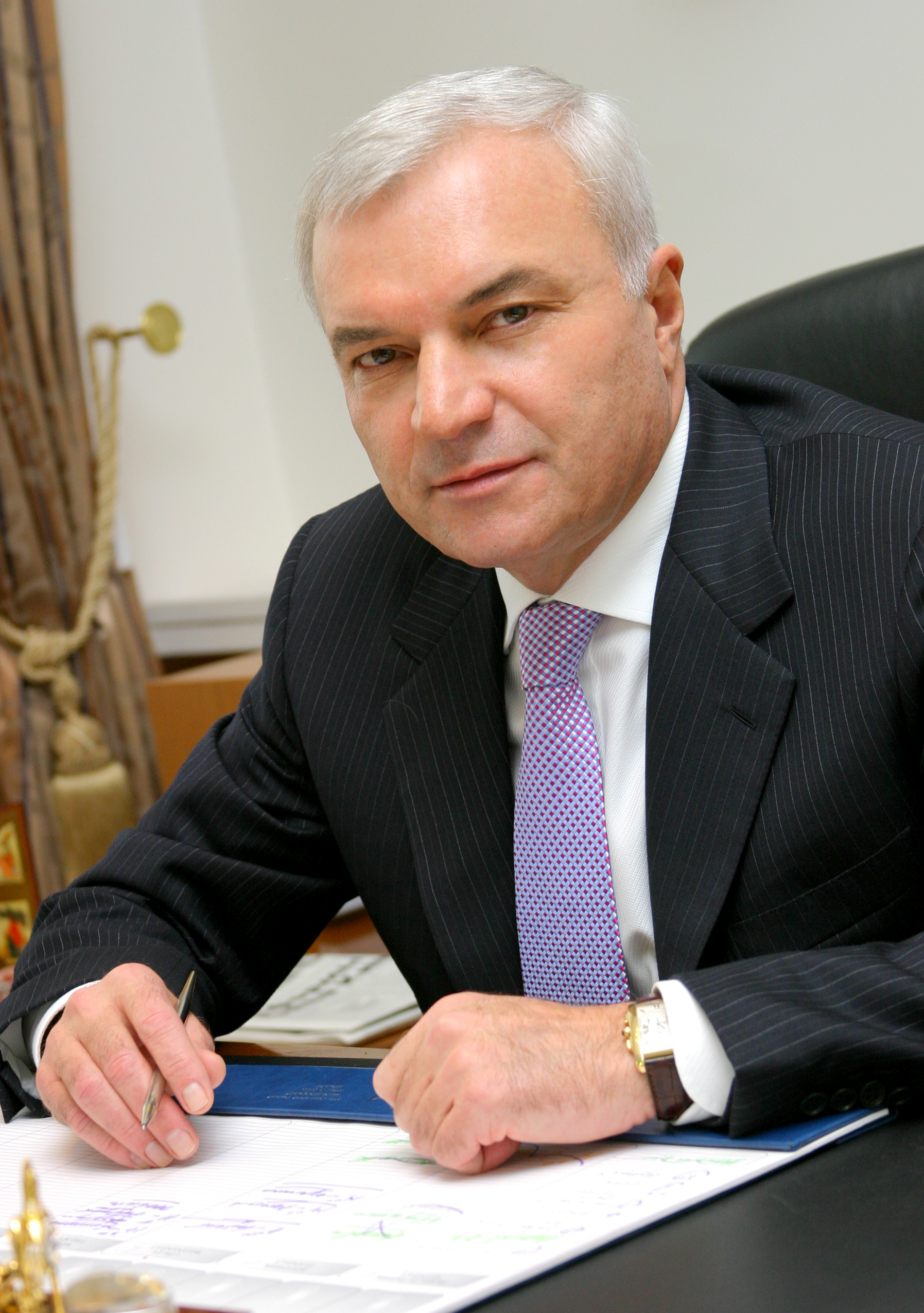
Wiktor Raschnikow
(* 1948)

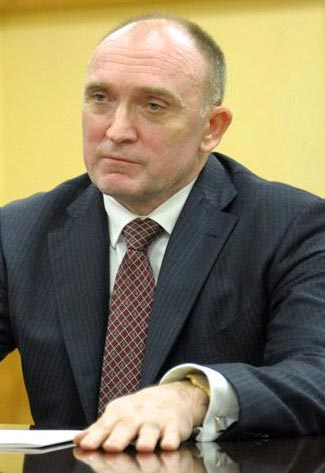
Boris Dubrowski
(* 1958)

- Gleb Panfilow (1934–2023), Filmregisseur
- Georgi Tschewytschalow (* 1935), Leichtathlet[1]
- Spartak Mironowitsch (* 1938), Handballtrainer
- Wiktor Lissizki (1939–2023), Kunstturner[2]
- Wjatscheslaw Nagowizyn (1939–2023), Komponist
- Boris Kowaltschuk (1940–2017), Physiker
- Wladimir Tschujan (1940–2012), Sportschütze[3][4]
- Wiktor Raschnikow (* 1948), Unternehmer
- Gennadi Bely (1951–2001), Mathematiker
- Michail Kaznelson (* 1957), russisch-niederländischer theoretischer Festkörperphysiker
- Boris Dubrowski (* 1958), Politiker und seit 2014[veraltet] Gouverneur der Oblast Tscheljabinsk[5][6]
- Igor Solopov (1961–2019), Tischtennisspieler
- Jelena Belowa (* 1965), Biathletin
- Sergei Kolotowkin (* 1965), Fußballspieler[7][8]
- Waleri Spizyn (* 1965), Leichtathlet
- Wadim Dawydow (* 1966), Autor und Publizist
- Igor Krawzow (* 1973), Ruderer
- Denys Hotfrid (* 1975), ukrainischer Gewichtheber
- Tatjana Gudkowa (* 1978), Geherin[9]
- Maxim Chalikow (* 1979), Boxer[10]
- Timur Nurmejew (* 1980), Crosslauf-Sommerbiathlet

## 1981–1990

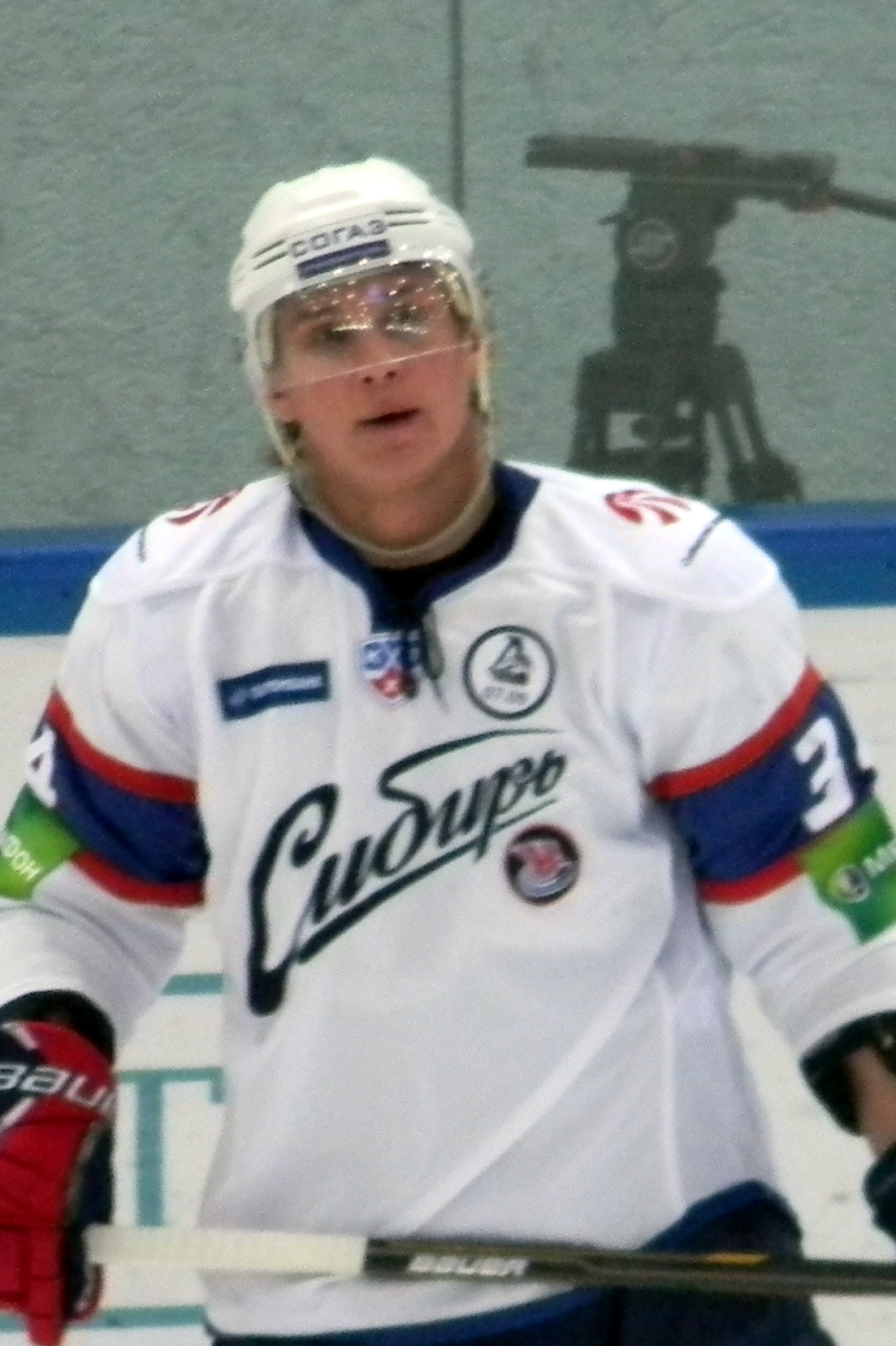
Artjom Nossow
(* 1985)

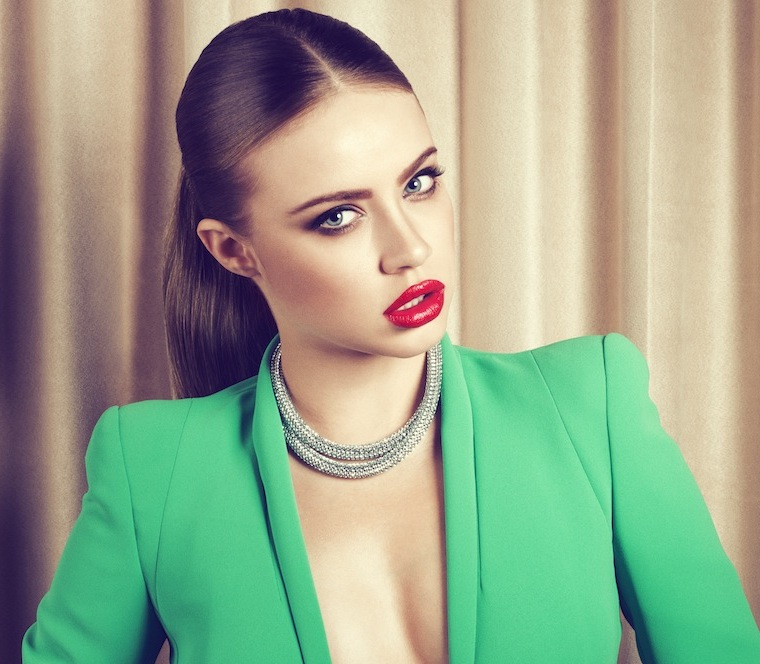
Xenia Tchoumitcheva
(* 1987)

- Alexei Bobrakow (* 1981), Politiker, Mitglied der 6. Duma von 2011 bis 2014[11]
- Sergei Piskunow (* 1981), Eishockeyspieler
- Jewgeni Gladskich (* 1982), Eishockeyspieler
- Alexei Kaigorodow (* 1983), Eishockeyspieler[12]
- Artjom Ternawski (* 1983), Eishockeyspieler
- Denis Abdullin (* 1985), Eishockeyspieler
- Alexander Budakow (* 1985), Fußballspieler[13]
- Jewgeni Konobri (* 1985), Eishockeytorwart
- Artjom Nossow (* 1985), Eishockeyspieler
- Jewgeni Birjukow (* 1986), Eishockeyspieler
- Rinat Ibragimow (* 1986), Eishockeyspieler
- Nikolai Kuljomin (* 1986), Eishockeyspieler
- Jewgeni Malkin (* 1986), Eishockeyspieler
- Denis Mossaljow (* 1986), Eishockeyspieler
- Ilja Proskurjakow (* 1987), Eishockeytorwart
- Xenia Tchoumitcheva (* 1987), Fotomodell
- Gennadi Tschurilow (1987–2011), Eishockeyspieler
- Igor Welitschkin (* 1987), Eishockeyspieler
- Anton Glowazki (* 1988), Eishockeyspieler
- Alexej Ischmametjew (* 1988), Eishockeyspieler
- Iwan Kutschin (* 1988), Eishockeyspieler
- Maxim Mamin (* 1988), Eishockeyspieler
- Jaroslaw Chabarow (* 1989), Eishockeyspieler
- Wadim Jermolajew (* 1989), Eishockeyspieler
- Michail Tschurljajew (* 1989), Eishockeyspieler
- Dmitri Woloschin (* 1989), Eishockeytorwart
- Michail Fissenko (* 1990), Eishockeyspieler
- Alexander Petschurski (* 1990), Eishockeytorwart
- Anna Sorokina (* 1990), Skirennläuferin

## Ab 1991
- Denis Golubew (* 1991), Eishockeyspieler
- Jegor Jakowlew (* 1991), Eishockeyspieler

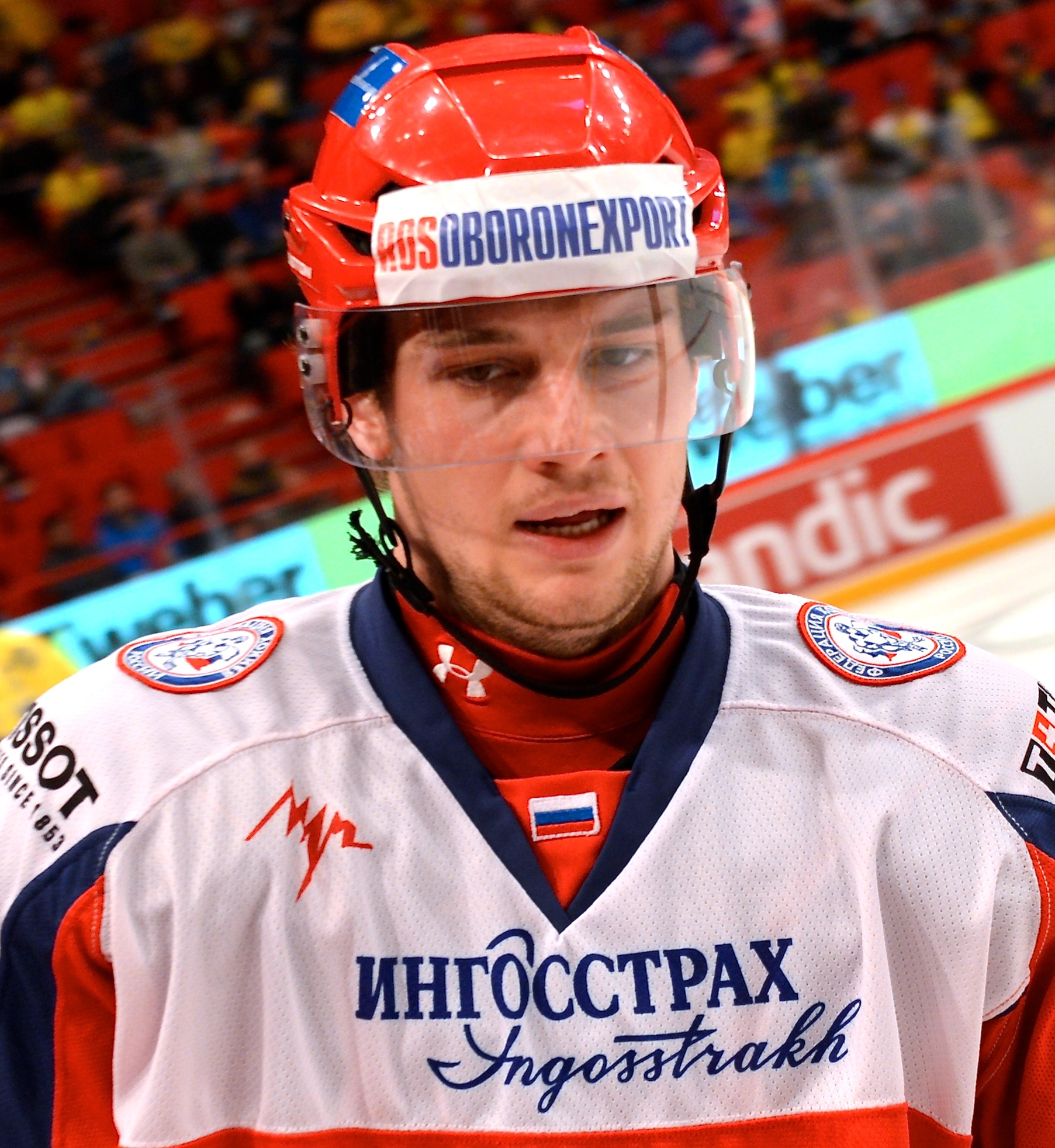
Jegor Jakowlew
(* 1991)

- Sergei Tereschtschenko (* 1991), Eishockeyspieler
- Daniil Apalkow (* 1992), Eishockeyspieler
- Bogdan Potechin (* 1992), Eishockeyspieler
- Jaroslaw Kossow (* 1993), Eishockeyspieler
- Alexei Bereglasow (* 1994), Eishockeyspieler
- Wassili Misinow (* 1997), Geher
- Ilja Samsonow (* 1997), Eishockeytorwart